# Guo Jinlong
Guo Jinlong (Nanking (Jiangsu), juli 1947) is een Chinees politicus en burgemeester.

## Biografie
Hij studeerde vanaf 1964 natuurkunde (akoestiek) aan de Universiteit van Nanking en slaagde daar in 1969. In 1979 trad hij toe tot de Communistische Partij van China en werd naar Sichuan gezonden voor werk.
In 1993 vertrok Guo naar Lhasa waar hij de vicesecretaris werd van het comité van de communistische partij van de Tibetaanse Autonome Regio. Hij werd gepromoveerd tot secretaris in september 2000 en bleef aan in deze rol tot december 2004. Hij was de drijvende kracht achter de bouw van de Peking-Lhasa-spoorlijn.
In 2004 werd hij comitésecretaris in Anhui. Vanaf 2005 werd hij tevens voorzitter van het permanente comité van het volkscongres van Anhui.
Sinds 30 november 2007 is hij burgemeester van Peking. Hij was uitvoerend voorzitter van het organisatiecomité van de Olympische Zomerspelen 2008 in Peking.